# Georges Eugène Blanchard
 (mars 2025).
Si vous disposez d'ouvrages ou d'articles de référence ou si vous connaissez des sites web de qualité traitant du thème abordé ici, merci de compléter l'article en donnant les références utiles à sa vérifiabilité et en les liant à la section « Notes et références ».
Pour les articles homonymes, voir Blanchard et Georges Blanchard (homonymie).
Georges Eugène Blanchard, né en 1805 et mort en 1876, est un général français.

## Biographie
Georges Eugène Blanchard est le fils de Nicolas Louis Jean-Pierre Blanchard commissaire des guerres français en posté en Suisse. Il poursuit une partie de ses études à l'école spéciale militaire de Saint-Cyr en 1825 (sorti 38e). Il est nommé sous lieutenant en 1827 au  1er Léger. En Afrique du 16 mai au 22 octobre 1830, il assiste au siège d'Alger.[réf. nécessaire]
Il est colonel en 1853, au  22e Régiment d'Infanterie. Il prend la tête du 1er régiment des Grenadiers de la Garde en mai 1854. 
Il part en Crimée en janvier 1855. Il est blessé sous le téton gauche, le 08/09/1855, devant Sébastopol ; la balle traverse le bras et la poitrine.
Général de brigade le 22/09/1855, il prend la tête de la 1e brigade de la 4e DI (2e CA). De retour en France, il commande une brigade formée des régiments revenus de Crimée. 
En avril 1859, il est nommé à la tête de la 2e brigade de la 1re DI du 1er CA en Italie. Le 14 juin 1859, il prend le commandement de la 2e brigade de la 1re DI de la Garde Impériale.
Général de division en 1866, il est nommé à la 3e DI du Camp de Chalons, puis de la 18e division militaire. En mai 1870, il est inspecteur général du 7e ardt.
En août 1870, lors de la guerre franco-prussienne de 1870, il est nommé commandant de la 3e DI du 13e CA, sous les ordres du général Vinoy, avec laquelle il effectue la retraite de Mézières vers Paris. 
Il participe au siège de Paris, comme commandant le 1er CA de la 2e Armée de Paris, sous les ordres du général Ducrot, puis commandnt le CA de la rive gauche en décembre 1870.
En janvier 1871 il commande le 3e CA de l'armée de Paris. En février, il est maintenu définitivement dans la première section. 

### Vie privée
Veuf, il se remarie en 1857, avec une riche veuve de Rouen : elle lui apporte une fortune de un million de francs.

## Décorations
- 1846:  Chevalier de la Légion d'honneur
- 1851 : Commandeur de l'Ordre de Saint-Grégoire-le-Grand
- 1855 : Médaille de Crimée ( Royaume-Uni)
- 1855 : Compagnon de l'Ordre du Bain ( Royaume-Uni)
- 1856 :  Officier de la Légion d'honneur
- 1859 :  Commandeur de la Légion d'honneur
- 1859 :  Médaille d'Italie
- 1859 : Valeur militaire de Sardaigne
- 1870 :  Grand Officier de la Légion d'honneur

## Sources externes
- Dossier de Légion d'honneur du général Blanchard.